# 陳炌
陳炌（1516年—1585年），字文晦，號皆所，江西撫州府臨川縣人，民籍，明朝政治人物。

## 生平
嘉靖十九年（1540年）庚子科江西鄉試第十四名舉人。嘉靖二十年（1541年）中式辛丑科會試第二百八十名，登第三甲第一百二十六名進士。嘉靖二十四年十二月，由行人擢浙江道试御史，风节甚著。督鹾河东，首先创建书院，以弘扬儒教为己任。上疏申救曾铣规复河套，時論韪焉。屏居十八年，召还，起授贵州道御史，四十四年十一月升光禄寺少卿。历升提督四夷馆太常寺少卿、南京太仆寺卿，四十五年闰十月升任都察院右佥都御史、巡抚四川，建牙西蜀，平都蛮、草坡诸寇。隆庆四年升为右副都御史、总督漕运、兼提督军务、巡抚凤阳等处。五年十月，被户科都给事中宋良佐弹劾其调度失宜，致使漕舟漂没，被勒令回籍听勘，不久令冠帶閑住。
萬曆元年（1573年）四月以荐起复，任左副都御史，協管院事。迁刑部右侍郎，三年十月改吏部右侍郎，荫子陈以训入监读书，不久晉左侍郎。五年十一月，吏部尚书张瀚去职后，升任都察院左都御史，清洁自守，语不及私。张居正死后，陈炌多次上疏乞休，十一年（1583年）七月被准致仕，卒祀乡贤祠。

## 家族
曾祖陳景蕃；祖父陳邦瑞，義官；父陳道，知州。母黃氏。具庆下。
子陈以德，萬曆戊戌进士，仕终四川副使。